# Vem älskar Yngve Frej (film)
Vem älskar Yngve Frej är en svensk TV-film från 1973 regisserad av Lars Lennart Forsberg. Den är baserad på Slas roman med samma namn från 1968. Filmen visades första gången på TV2 6 januari 1973.
Allan Edwall spelade huvudrollen som skomakaren Gustafsson. Pugh Rogefeldt har komponerat filmmusiken. Filmen är en av titlarna i boken Tusen svenska klassiker (2009).

## Medverkande
- Allan Edwall – Gustafsson, skomakare
- Bellan Roos – Elna, hans syster
- Gus Dahlström – Eriksson
- Gunnar Strååt – Öman
- Christina Stenius – Anita, Nisses flickvän
- Janne "Loffe" Carlsson – Nisse Pettersson, fotograf
- Lars Hansson – turistpar ett
- Gunilla Ohlsson-Larsson – turistpar ett
- Lottie Ejebrant – turistpar två
- Olle Andersson – turistpar två
- Bo Samuelson – turistpar tre
- Ing-Margret Lackne – turistpar tre

## DVD
Filmen gavs ut på DVD 2012 tillsammans med Henrietta och På palmblad och rosor.

### Fotnoter
1. ↑  ”Vem älskar Yngve Frej”. IMDb.com. http://www.imdb.com/title/tt0157153/?ref_=fn_al_tt_1. Läst 31 januari 2013.
2. 1 2  ”Vem älskar Yngve Frej”. Svensk Filmdatabas. http://sfi.se/sv/svensk-filmdatabas/Item/?itemid=36043&type=MOVIE&iv=Basic&ref=/templates/SwedishFilmSearchResult.aspx?id%3d1225%26epslanguage%3dsv%26searchword%3dvem+%C3%A4lskar+yngve+frej%26type%3dMovieTitle%26match%3dBegin%26page%3d1%26prom%3dFalse. Läst 31 januari 2013.
3. ↑  Gradvall et al 2009, #391